# ソラウタ
ソラウタは、ウェザーニューズ (WNI) が運営する生放送の気象情報番組「SOLiVE24」と歌手がコラボレーションして、楽曲を作成したプロジェクトである。

## 概要
- 2010年5月12日放送の『weathernews LiVE』のゲストとして、2009年11月30日に開催した「ソラトモパーティー2009」出演経験があり、韓国・日本両国で歌手活動をしているユンナ（韓国出身）が登場した際[1]に、SOLiVE24の公式サポートソング作成の話題で盛り上がり、ユンナがサポートソング作成をする事を独断で承諾[脚注 1]。
  - 後に同年5月14日に『weathernews LiVE』月 - 金曜キャスターの「バシ」（石橋知博取締役）がユンナが所属している、日本のレコード会社のSISTUS RECORDSを訪れた上で[2]、社長の了解を取り付け、プロジェクトを始動させた事を当日の同番組にて報告。「ソラウタ制作委員会」とプロジェクトホームページを設立・開設した事を明らかにした。
- なお、一部の楽曲については、アーティストの所属事務所との関係でリリースから3年間限定の配信契約となっていることが明らかになった[3]。そのため、太陽のトマト・カイト・sirius・By blow bye bye blow・青の5曲は2014年6月末までに配信終了されている。
- 2020年5月31日、ソラウタch.が終了。

## 協力アーティスト
- ユンナ
- 北清水雄太
- wyolica（ワイヨリカ）
- UL
- 見田村千晴
- KREVA
- 中嶋ユキノ
- yeo hee
- ザ・ラヂオカセッツ
- 拝郷メイコ feat.ナイス橋本
- アイドルカレッジ
- FREENOTE
- 石井里佳
- シェアー

## 今日までに発表されたソラウタ

### ソラトモ～空を見上げて・太陽のトマト
- ソラウタ製作が決定した後、2010年5月17日 - 21日の『SOLiVE ムーン』21時台前半を「ソラウタ制作委員会」と題し、SOLiVE24のサポートソングを作成する特別企画を実施。初回放送時はソラウタ制作委員会メンバー全員が登場し、ソラウタ制作委員長のバシ・音楽ディレクターの太田和昭、作詞家の永麻、ジェネオン・ユニバーサル・エンターテイメントのMA、ウェザーニューズ社員の磯谷英志の5人が担当する事になった[4]。
  - 前述の放送期間中にSOLiVE24視聴者から歌詞を募集し、5月21日の放送で3,943通の詞を頂いた事を明らかにした[5]。
- 2010年6月2日の進捗報告でサポートソングの作曲をi-depやSOTTE BOSSEで活動している、ナカムラヒロシに依頼した事が明らかになった[6]。
- 2010年6月16日の進捗報告で楽曲デモが完成[7]、更に翌週の23日の進捗報告で既にユンナを招いて、レコーディングをスタートさせた事が判明[8]、更に翌週の7月2日の進捗報告でサポートソングの試聴会を行った事が明らかになった[9]。
- 2010年7月7日の進捗報告でプロモーションビデオ(PV)の打ち合わせ（5日に実施[10]）とSOLiVE24視聴者からPVの中で使用する「ハートの写真」を募集した事を報告[11]。更に翌日8日にSOLiVEキャスターと共にPVの撮影を行った[脚注 2][12]。
- 2010年7月20日の進捗報告でプロモーションビデオ第2回目の打ち合わせをした事を報告。また、同日深夜に放送した『weathernews LiVE』の「ゲストゾーン」にユンナを迎えて、初の生披露を実施。21日0時からサポートソングをPC・モバイル向けに無料配信を開始した（当初は0時30分から配信開始する予定だったが、ソラチャット参加者の声を受けて30分配信開始を前倒した）[13]。
- その後はPVも含め最終編集を行い、2010年8月2日に完成・特設サイトにて公開した。
  - 曲名タイトルは『ソラトモ～空を見上げて』で、PV配信開始1日で約30万のダウンロード数を記録[14]。更に同年8月5日の時点でサポートソング・PV合わせて約50万のダウンロード数を記録した[15]。
  - その後、配信開始1週間で100万ダウンロードを突破した事を2010年8月11日付のプレスリリースで発表。更に第2弾として、同年8月6日に新曲『太陽のトマト』をリリースした事を明らかにした[16]。
- 2010年9月22日発売のユンナオリジナルアルバム『ひとつ空の下』に上記2曲が他のユンナ制作のシングル曲と共に収録されることが同年8月20日に明らかになった。なお、このアルバムは同年9月29日に韓国でも発売予定となっている[17]。

### カイト
- 2010年10月14日に第3弾として、元サスケの北清水雄太とコラボレーションして、同年11月頃を目処に「秋ウタ」をリリースする事を発表した[18]。
- 2010年11月8日の進捗報告で曲名タイトルは『カイト』である事を発表。また、同日深夜に放送した『weathernews LiVE』の「ゲストゾーン」に北清水雄太を迎えて、初の生披露を実施。9日0時30分からサポートソングをPC・モバイル向けに無料配信を開始した[19]。
- 2010年11月12日の進捗報告でカイトのPVを作成した事を発表。また、15日深夜に放送した『weathernews LiVE』にて、PV公開を実施。23時30分からPVの無料配信を開始したが[20]、一部の映像に不具合があった為、16日5時30分にファイルを更新。ウェザーニューズでは、それまでの間にダウンロードした利用者に対して、改めて再ダウンロードするように呼びかけている[21]。

### Sirius
- 2010年12月13日に第4弾として、wyolica（ワイヨリカ）とコラボレーションして、「冬ウタ」をリリースする予定である事を発表[22]。
  - 曲名タイトルは『Sirius』で、2010年12月19日に開催された「ソラトモパーティー2010」にて、初披露。20日0時からダウンロード配信を開始した。
- 2010年12月17日放送の『weathernews LiVE』でSiriusのPVを撮影した事を発表。また、24日深夜に放送した『weathernews LiVE』にて、PV公開を実施。23時30分からPVの無料配信を開始した[23]。

### By blow bye bye blow
- 2011年4月8日に第5弾として、ULとコラボレーションして、「春ウタ」をリリース。
  - 曲名タイトルは『By blow bye bye blow』で、9日0時からダウンロード配信を開始した。
- 2011年4月15日放送の『weathernews LiVE』でBy blow bye bye blowのMV(Music Video)を撮影した事を発表。また、20日深夜に放送した『weathernews LiVE』にて、MV公開を実施。23時30分からMVの無料配信を開始した。

### 青
- 2011年5月12日に第6弾として、見田村千晴とコラボレーションして、「梅雨ウタ」をリリースする予定である事を発表[24]。
  - 曲名タイトルは『青』で、2011年5月31日放送の『weathernews LiVE』の「ゲストゾーン」に見田村千晴を迎えて、初の生披露を実施。6月1日0時からダウンロード配信を開始した。
- 2011年6月6日放送の『weathernews LiVE』で青のMV(Music Video)を撮影した事を発表。また、15日深夜に放送した『weathernews LiVE』にて、MV公開を実施。23時30分からMVの無料配信を開始した。

### HOT SUMMER DAYS
- 2011年7月14日に第7弾として、「夏ウタ」をリリースする予定である事を発表[25]。
- 2011年7月25日放送の『weathernews LiVE』で、KREVAとコラボレーションする事、曲名タイトルは『HOT SUMMER DAYS』である事を発表（当初は19日に発表する予定だったが台風の影響で延期）。26日0時からダウンロード配信を開始した。
- 2011年8月1日放送の『weathernews LiVE』でHOT SUMMER DAYSのMV(Music Video)を公開。23時30分からMVの無料配信を開始した。
- 2011年9月8日に発売されたKREVA 5thアルバム、「GO」にも収録されている。

### ALL FOR ONE
- 2011年10月6日に第8弾として、中嶋ユキノとコラボレーションして、「秋ウタ」をリリースする予定である事を発表[26]。
- 2011年10月13日放送の『weathernews LiVE』の「ゲストゾーン」に中嶋ユキノを迎えて、初の生披露を実施すると同時に曲名タイトルは『ALL FOR ONE』である事を発表。14日0時からダウンロード配信を開始した。
- 2011年10月26日放送の『weathernews LiVE』でALL FOR ONEのMV(Music Video)を公開。27日0時からMVの無料配信を開始した。
- なお、2012年3月時点で、音楽配信でのダウンロード件数は累計100万ダウンロードを記録した[27]。

### Winter Kiss
- 2011年12月2日に第9弾として、Apple Girlことyeo heeとコラボレーションして、「冬ウタ」をリリースする予定である事を発表。
  - 曲名タイトルは『Winter Kiss』で、2011年12月22日に開催された「ソラトモパーティー2011」にて、初披露。同時に、同パーティー参加者も含めた形でのMV撮影も行われた。23日0時からダウンロード配信を開始した。
- 2011年12月30日放送の『weathernews LiVE』でWinter KissのMV(Music Video)を公開。31日0時からMVの無料配信を開始した。

### 2012年春以降
- 「東京（ソラウタ春Ver.）」 - ザ・ラヂオカセッツ
- 「雨と空言」 - 見田村千晴
- 「ソラウタノナツ」 - 拝郷メイコ feat. ナイス橋本
- 「エビデイ エビナイ -ソラウタVer.-」 - アイドルカレッジ
- 「冬空ときみと僕と」 - FREENOTE
- 「kaika」 - ザ・ラヂオカセッツ
- 「こころに傘を」 - 中嶋ユキノ feat. Sin
- 「SOLiVE音頭」 - SOLiVEキャスター with ナイス橋本
- 「願い -茜色の君へ-」 - 石井里佳
- 「LaLaLa明日の空へ」 - ハレノヒ[脚注 3]
- 「サクラサク」 - シェアー
- 「紫陽花咲くこの道で」- シェアー
- 「sun sun days」 - シェアー
- 「小さい秋」 - シェアー
- 「冬の奇跡」 - シェアー

## その他
- 2011年3月23日から4月2日まで、東日本大震災の被災地を歌で応援する目的で、様々なアーティストによるライブを『weathernews LiVE』のゲストゾーンで実施。3月23日はユンナ（映像メッセージによる出演）、3月24日は北清水雄太、3月25日は見田村千晴、3月30日はFREENOTE、4月1日はサクタマサヤ、4月2日はやなわらばーが出演。